# Christian Haberhauer
Christian Haberhauer (* 13. September 1979) ist ein österreichischer Politiker (ÖVP) und seit Februar 2020 Bürgermeister der niederösterreichischen Bezirkshauptstadt Amstetten.

## Werdegang
Von 2001 bis 2004 studierte Haberhauer an der AFW Bad Harzburg/Köln Marketing und Management. Haberhauer maturierte im Jahr 2000 an der Höheren Lehranstalt für Tourismus in Bad Ischl und leistete anschließend seinen Präsenzdienst in Amstetten.
Von 2006 bis 2010 leitete er als Hoteldirektor das Schlosshotel Zeillern. Von 1996 bis 2005 sammelte er Erfahrungen in der Hotellerie im In- und Ausland und kehrte 2005 in seinen Heimatbezirk zurück.
Von 2010 bis 2019 war er als Geschäftsführer für die LEADER-Region Tourismusverband Moststraße tätig, wo er zahlreiche Projekte und Initiativen im Bereich Tourismus und Regionalentwicklung durchführte. Von 2012 bis 2013 leitete er als Geschäftsführer die B PURE Natural Powerdrink GmbH, die er 2013 verkaufte. Seit 2013 ist er Mitglied des Round Table Austria und war in der Zeit von 2013 bis 2018 ein Vorstandsmitglied.
Seit Mai 2019 ist er Mitglied des Vorstands der Raiffeisen-Bank Region Amstetten. Von 2019 bis 2020 war er Präsident des Round Table 48 Amstetten.

## Öffentliche Funktionen
- Bürgermeister der Stadtgemeinde Amstetten
- Obmann Gemeindeabwasserverband Amstetten
- Eigentümervertreter Amstettner Veranstaltungsbetriebe
- Eigentümervertreter Stadtwerke Amstetten
- Eigentümervertreter Stadtmarketing Amstetten
- Obmann Stellvertreter LEADER-Region Moststraße
- Vorstandsmitglied Zukunftsakademie Mostviertel Vorstandsmitglied Net for Future

## Privates
Haberhauer lebt in einer Partnerschaft und ist Vater von zwei Kindern. Er lebt in Allersdorf in Amstetten.